# Rhaphotittha simoni
Rhaphotittha simoni är en insektsart som först beskrevs av Bolívar, I. 1902.  Rhaphotittha simoni ingår i släktet Rhaphotittha och familjen gräshoppor. Inga underarter finns listade i Catalogue of Life.